# Guillermo Milano
Guillermo Hector Milano (* 8. Februar 1973 in Morón) ist ein argentinischer Handballtrainer.

## Karriere
Milano arbeitete ab 2005 für den argentinischen Handballverband und betreute verschiedene Nachwuchsnationalmannschaften. 2011 übernahm er die Juniorennationalmannschaft. Parallel war er bei der argentinischen Männer-Handballnationalmannschaft Assistenztrainer von Eduardo Gallardo und Manolo Cadenas. Als Assistent gewann er mit Argentinien viermal die Panamerikameisterschaft, einmal die Süd- und mittelamerikanische Meisterschaft, zweimal die Panamerikanischen Spiele und dreimal Silber bei den Südamerikaspielen. Außerdem nahm er an den Olympischen Spielen 2012, 2016 und 2020 sowie den Weltmeisterschaften 2009, 2011, 2013, 2015, 2017, 2019 und 2021 teil.
Ab September 2021 war Milano Cheftrainer Argentiniens. Unter seiner Leitung gewann man die Südamerikaspiele 2022 und die Panamerikanischen Spiele 2023 sowie Silber bei der Süd- und mittelamerikanischen Meisterschaft 2022. Bei der Weltmeisterschaft 2023 belegte man den 19. Platz.
Nach dem 12. Platz bei den Olympischen Spielen 2024 in Paris wurde Milano vom Verband entlassen und übernahm daraufhin den nordmazedonischen Verein RK Vardar Skopje. Nachdem er mit Skopje 2025 den Meistertitel verpasst hatte, wurde er entlassen.

### Erfolge
Panamerikameisterschaft:
- Gold 2010, 2012, 2014, 2018
- Silber 2008
- Bronze 2016

Süd- und mittelamerikanische Meisterschaft:
- Gold 2020
- Silber 2022

Panamerikanische Spiele:
- Gold 2011, 2019, 2023
- Silber 2015

Südamerikaspiele:
- Gold 2022
- Silber 2010, 2014, 2018